# Idris I da Líbia
Idris I (em árabe: إدريس الأول‎), nascido Sidi Maomé Idris Mádi Senussi (em árabe: سيدى محمد ادريس المهدي السنوسي; romaniz.: Sidi Muhammad Idris al-Mahdi al-Senussi; Giarabube, 12 de março de 1890 — Cairo, 25 de maio de 1983), foi político e líder religioso líbio que serviu como emir da Cirenaica e então rei da Líbia de 1951 até 1969. Ele foi chefe da ordem Senussi.
Idris nasceu dentro da ordem Senussi. Quando seu primo, Amade Xarife Senussi, abdicou como líder da ordem, Idris tomou seu lugar. A Cirenaica estava enfrentando a invasão italiana. Idris formou uma aliança com os britânicos, embora quando entrou em negociações com os italianos, conseguiu dois tratados; eles reconheceram o controle Senussi sobre boa parte da Cirenaica. Idris então liderou sua ordem numa tentativa malsucedida de conquistar a porção oriental da República da Tripolitânia.
Após a II Guerra Mundial, a Assembleia Geral das Nações Unidas convocou a Líbia para dar-lhe independência. Criou-se o Reino da Líbia com a unificação da Cirenaica, Tripolitânia e Fezã e Idris foi feito rei. Com grande influência política no empobrecido país, baniu partidos políticos e em 1963 substituiu o sistema federal por um sistema unitário. Estabeleceu laços com o Ocidente, permitindo ao Reino Unido e Estados Unidos abrirem bases no país em troca de apoio econômico. Após o petróleo ser descoberto na Líbia em 1959, viu-se a emergência de uma ascendente indústria petrolífera que rapidamente auxiliou o crescimento econômico. O regime de Idris foi enfraquecido pelo crescente nacionalismo árabe e o sentimento árabe socialista na Líbia, bem como a frustração crescente por conta dos altos níveis de corrupção e as íntimas ligações com as nações ocidentais. Enquanto na Turquia para tratamento médico, Idris foi deposto num Golpe de Estado em 1969 pelos oficiais militares liderados por Muamar Gadafi.

## Vida

### Primeiros anos: 1889–1913
Nascido em Giarabube, sede senússitas, em 12 de março de 1889, filho de Maomé Mádi e sua 3ª esposa Aixa binte Mucarribe Baraça, era neto de Maomé ibne Ali, fundador da ordem e tribo sufista Senussi. Tornou-se chefe dos senússitas em 1916 com a abdicação de seu primo Amade Xarife. Foi reconhecido pelos britânicos como emir da Cirenaica, posição para qual também recebeu confirmação dos italianos em 1920. Também foi instalado como emir da Tripolitânia em 28 de julho de 1922. Sua família reclamou descender do profeta Maomé através de sua filha, Fátima. Os senússitas foram rivais da seita sunita que estava centrado na Cirenaica. Pelo fim do século XIX, a ordem estabeleceu uma forma de governo da Cirenaica, unificando sus tribos, controlando sua peregrinação e rotas comerciais, e coletando impostos.

### Chefe da ordem Senussi: 1913–22

Tripolitânia, Cirenaica e Fezã sobre fronteiras da Líbia atual

Os italianos invadiram a Cirenaica em 1913 como parte de sua invasão mais ampla da Líbia e a ordem combateu-os. Amade Xarife abdicou sua posição de líder e foi substituído por Idris. Ordenado pelo Império Otomano, Amade atacou os britânicas no vizinho Egito. Ao assumir o poder, Idris parou-os e fez uma aliança tácita com os britânicas, que durou meio século e de acordo com o estatuto diplomático de facto da ordem. Usando os britânicos como intermediários, Idris liderou a ordem em negociações com os italianos em julho de 1916. Isso resultou em dois acordos, Zuaitina em abril de 1916 e Acrama em abril de 1917. O último deles deixou boa parte da Cirenaica sob controle da ordem. As relações entre a ordem e a recém-estabelecida República da Tripolitânia foram difíceis. A tentativa senússita para militarmente expandir-se à Tripolitânia Oriental resultou em batalha em Bani Ualide na qual os senússitas foram forçados a se retirar à Cirenaica.
Ao fim da I Guerra Mundial, o Império Otomano assinou armistício no qual cedeu a Líbia à Itália. A Itália, porém, enfrentou problemas sociais, econômicos e políticos domesticamente e não estava preparada para relançar atividades militares na Líbia. Emitiu estatutos conhecidos como Leis Fundamentais à Tripolitânia em junho e a Cirenaica em outubro de 1919. Eles estabeleceram um compromisso no qual os líbios recebiam direito de cidadania líbio-italiana enquanto cada província tinha seu parlamento e conselho. Os senússitas ficaram felizes com o acordo e Idris visitou Roma como parte das celebrações para marcar a promulgação do acordo. Em outubro de 1920, mais negociações entre a Itália e Cirenaica resultaram no Acordo de Rajma, no qual Idris recebeu o título de emir da Cirenaica e pode administrar autonomamente os oásis de Cufra, Giarabube, Aujila e Agedábia. Como parte do acordo, deu estipêndio mensal aos italianos, que policiariam e administrariam as áreas sob seu controle. O acordo também estipulou que ele deveria debandar os soldados cirenaicos, mas não concordou com isso. No fim de 1921, as relações deterioaram.
Com a morte do líder tripolitano Ramadã Suili em agosto de 1920, a república entrou em guerra civil. Muitos líderes tribais na região reconheceram que a discórdia enfraquecia suas chances de obter total autonomia da Itália e em novembro de 1920 encontraram-se em Gariã para acabar com a violência. Em janeiro de 1922, pediram a Idris que estendesse o Emirado da Cirenaica à Tripolitânia de modo a trazer-lhes estabilidade; eles apresentaram um documento formal com esse pedido em 28 de julho de 1922. Os conselheiros de Idris se dividiram se deveria aceitar a oferta ou não. Ao fazê-lo contrariaria o Acordo de Rajma e danificaria as relações com o governo italiano, que opunha-se à unificação política da Cirenaica e Tripolitânia pois ia contra seus interesses. No entanto, em novembro, Idris concordou com a proposta.

### Exílio: 1922–1950

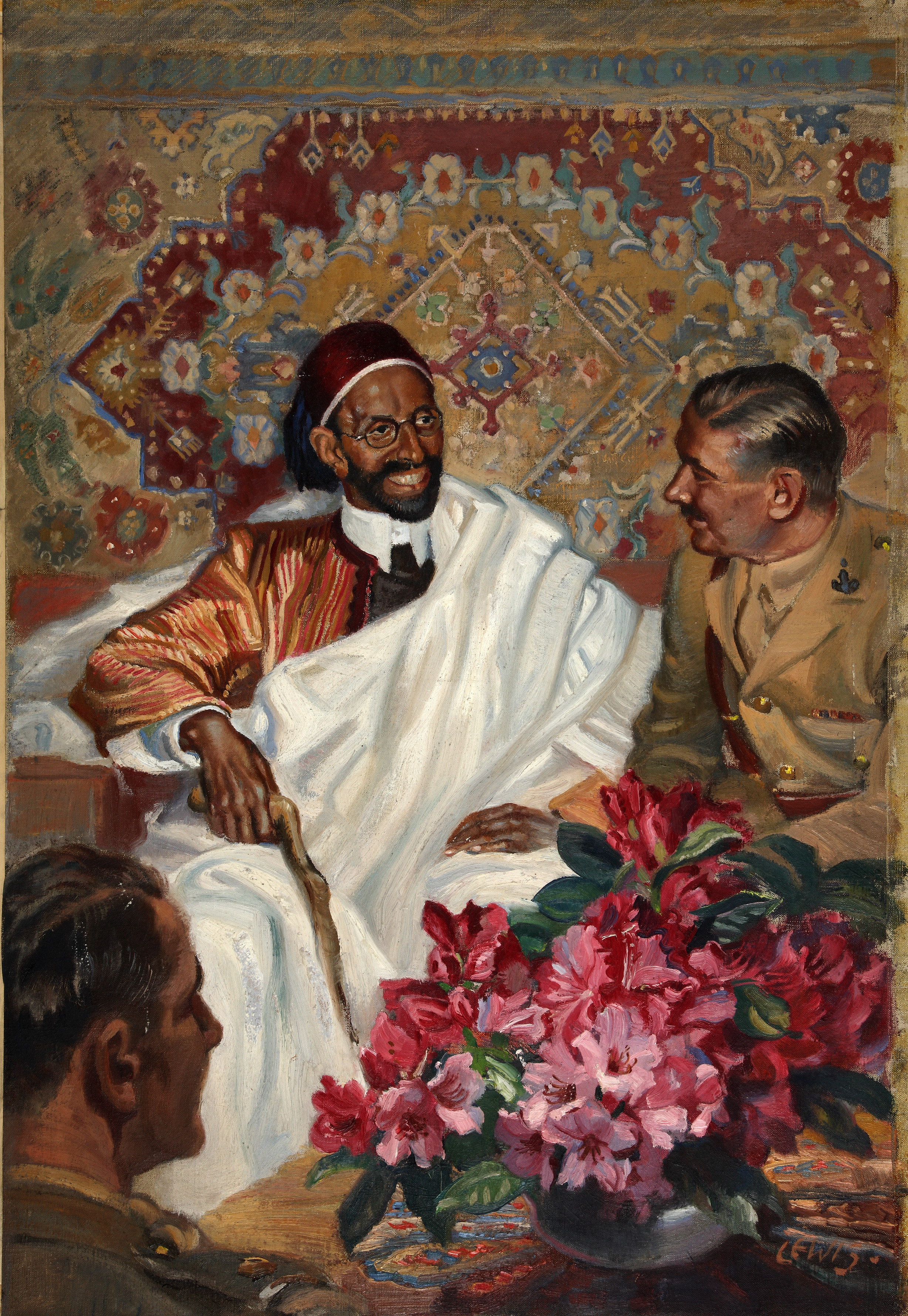
Pintura de Idris com dois oficiais do exército pintada entre 1939-1946 por Reginald Henry Lewis

Bandeira da Cirenaica entre 1949-1951

Após o acordo, Idris temeu que a Itália — sob seu novo líder fascista Benito Mussolini — retalharia militarmente e ele exilou-se no Egito em dezembro. Logo, a reconquista italiana começou, e pelo fim de 1922 a única resistência efetiva anticolonial concentrou-se na hinterlândia da Cirenaica. Os italianos subjugaram os líbios; o gado cirenaico foi dizimado, boa parte da população foi colocada em campos de concentração e entre 1930 e 1931 estimados 12 000 cirenaicos foram executados. O governo italiano implementou uma política de "colonização demográfica" pela qual 10 000 italiano foram realocados na Líbia, sobretudo para estabelecer fazendas.
Após a eclosão da II Guerra Mundial, Idris apoiou o Reino Unido — que estava em guerra com a Itália — na esperança de acabar com a ocupação italiana no país. Ele argumentou que mesmo se os italianos fossem vitoriosos, a situação ao povo líbio não seria diferente daquele que foi antes da guerra. Delegados cirenaicos e tripolitanos concordaram que Idris deveria concluir acordos com os britânicos para que pudessem ganhar independência em troca do apoio na guerra. Privadamente, Idris não prometeu a ideia da independência líbio dos britânicos, mas sugeriu que ela se tornasse um protetorado britânico como a Transjordânia. Uma força árabe, consistindo de cinco batalhões de infantaria formados por voluntários, foi estabelecida. Com a exceção de um confronto militar próximo de Bengazi, o papel dessa força não estendeu-se para muito além de seus deveres de guarda.
Com a derrota italiana, a Líbia foi deixada sob controle militar de britânicos e franceses. Eles governaram o país até 1949 seguindo a Convenção de Haia de 1907. Em 1946, um Congresso Nacional foi estabelecido para estabelecer as bases à independência; ele foi dominado pelos senússitas. Sob pressão britânica e francesa, a Itália desistiu de sua reivindicação sobre o país em 1947, embora esperava que recebia permissão de administrar a Tripolitânia. Os poderes europeus elaborou o Plano Bevin-Sforza com o qual se propôs que a França manteria uma administração de 10 anos em Fezã, o Reino Unido na Cirenaica e a Itália na Tripolitânia. Após os planos serem publicados em maio de 1949, geraram demonstrações de violência na Tripolitânia e Cirenaica e protestos dos Estados Unidos, União Soviética e outros Estados árabes. Em setembro, a questão do futuro da Líbia foi levada à Assembleia Geral das Nações Unidas, que rejeitou os princípios do Plano Bevin-Sforza e em vez disso indicou apoio à independência total. À época nem o Reino Unido nem a França apoiaram o princípio da unificação líbia, com a França querendo manter seu controle colonial sobre o Fezã. Nesse ano, o Reino Unido unilateralmente declarou que deixariam a Cirenaica e garantiriam-lhe independência sob controle de Idris; ao fazê-lo acreditavam que manteriam-a sob sua esfera de influência. Similarmente, a França estabeleceu um governo provisório no Fezã em fevereiro de 1950.
Em novembro de 1949, a Assembleia Geral das Nações Unidas adotou uma resolução à independência líbia, estipulando que deveria ocorrer em janeiro de 1952. A resolução pretendia transformar a Líbia num único Estado sob Idris, que foi declarado rei da Líbia. Ele estava relutante em aceitar a posição. Tanto Reino Unido como Estados Unidos — que estavam comprometidos em evitar qualquer crescimento da influência soviética no sul do Mediterrâneo — concordaram com isso por suas próprias razões estratégicas da Guerra Fria. Eles reconheceram que enquanto não fossem capazes de estabelecer bases militares num Estado líbio independente simpático a seus interesses, seriam incapazes de impedir que a Líbia entrasse na zona administrada pela União Soviética. Os tripolitanos — amplamente unidos sob Selim Muntasser e a Frente Nacional Unida — concordaram com o plano para evitar o domínio colonial. O conceito de reino seria alienígena à sociedade líbia, onde as lealdades à família, tribo ou região — ou alternativamente à comunidade muçulmana global — estavam muito mais fortes do que qualquer conceito de nação líbia.

### Rei da Líbia: 1951–1969

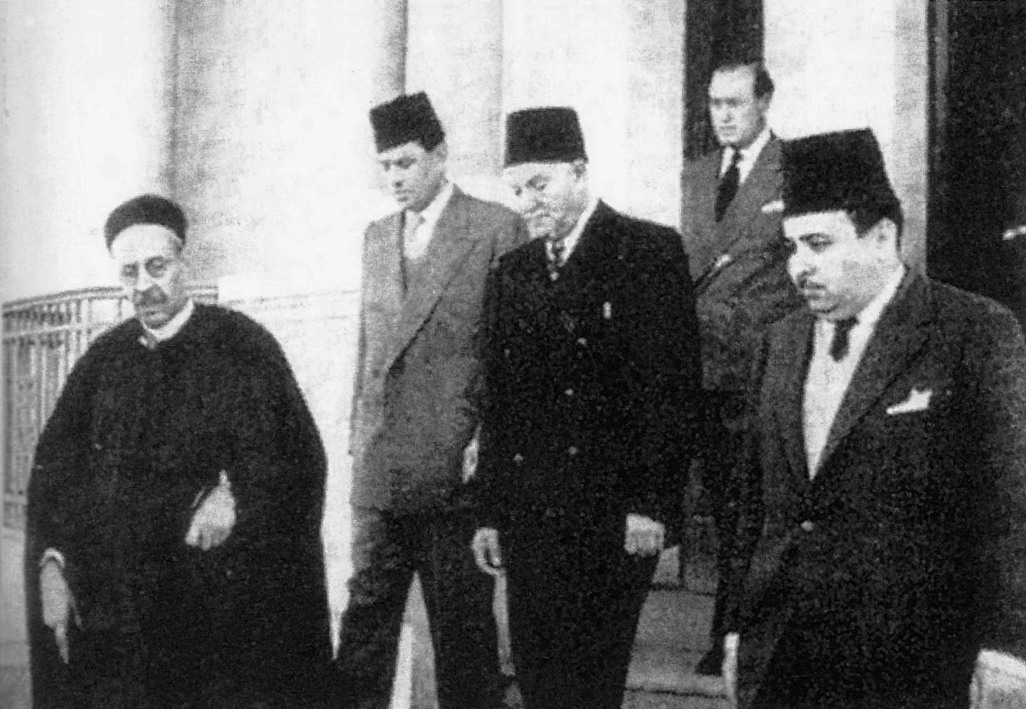
Idris e governo da Cirenaica em 1949

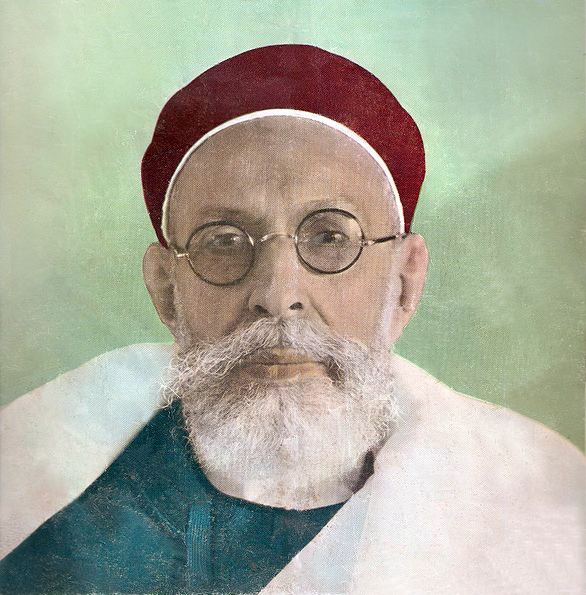
Idris na capa da revista líbia Al Iza'a de 15 de agosto de 1965

Em 24 de dezembro de 1951, Idris anunciou o estabelecimento do Reino Unido da Líbia no Palácio de Manar em Bengazi. O país tinha uma população de aproximadamente 1 milhão de pessoas, a maioria delas árabes, mas com minorias berberes, tubus, sefarditas, gregas, turcas e italianas. O recém-estabelecido Estado enfrentou sérios problemas; em 1951, era um dos países mais pobres do planeta. Muito de sua infraestrutura foi destruída pela guerra, havia pouco comércio e muito desemprego, a mortalidade infantil era de 40% e o analfabetismo, 90%. Apenas 1% da terra da Líbia era arável, com outros 3-4% sendo usados para pastoreio. Embora as três províncias estavam unidas, elas compartilhavam poucas aspirações comuns.
O reino foi estabelecido junto com linhas federativas, algo que a Cirenaica e Fezã insistiram, temendo que seriam controladas pela Tripolitânia, onde dois-terços da população viva. Outrossim, os tripolitanos amplamente favoreceram um Estado único, julgando que permitiria ao governo agir mais efetivamente pelo interesse nacional e temendo que um sistema federal resultaria em mais dominação britânica e francesa. As províncias tinham suas autoridades legislativas; enquanto Fezã era formada inteiramente por oficiais eleitos, Cirenaica e Tripolitânia tinham mistura de representantes eleitos e não-eleitos. Os governos dos sucessivos primeiros ministros tentaram impulsionar políticas econômicas, mas se encontraram prejudicados pelas províncias. A rivalidade entre a Cirenaica e Tripolitânia persistia e Trípoli e Bengazi foram feitas capitais e o parlamento se movimentava entre elas. A cidade de Baida também tornou-se capital de verão de facto de Idris.
Para Bearman, ele era "nominalmente monarca constitucional", mas na prática foi "líder espiritual com poder aristocrático temporal", com o pais como "ditadura monárquica" em vez de monarquia constitucional ou democracia parlamentar. A constituição deu a Idris poder pessoal significativo e ele permaneceu jogador crucial no sistema político do país. Idris governou via um gabinete palacial, nomeadamente seu divã real, que continha um chefe de gabinete, dois representantes e conselheiros seniores. Esse divã trabalho em conversa com o governo federal para determinar as políticas do Estado. Idris foi um devoto muçulmano sem pretensões, se recusou a permitir que seu retrato estivesse na moeda e insistiu que nada deveria ser nomeado em seu nome exceto o aeroporto de Trípoli. O regime de Idris logo baniu os partidos políticos que operavam no país, alegando que exacerbavam a instabilidade interna. De 1952 em diante, todos os candidatos a eleição foram nomeados do governo. Em 1954, o primeiro-ministro Mustafá ibne Halim sugeriu que o país se convertesse de federação a unitarismo e que o rei se tornasse presidente vitalício. Ele admitiu que lidaria com problemas causados pelo federalismo e colocaria fim as intrigas entre a família Senussi acerca de sua sucessão. Ele pediu a ibne Halim para produzir um rascunho formal para esses planos, mas a ideia foi abandonada em meio à oposição dos chefes tribais cirenaicos.

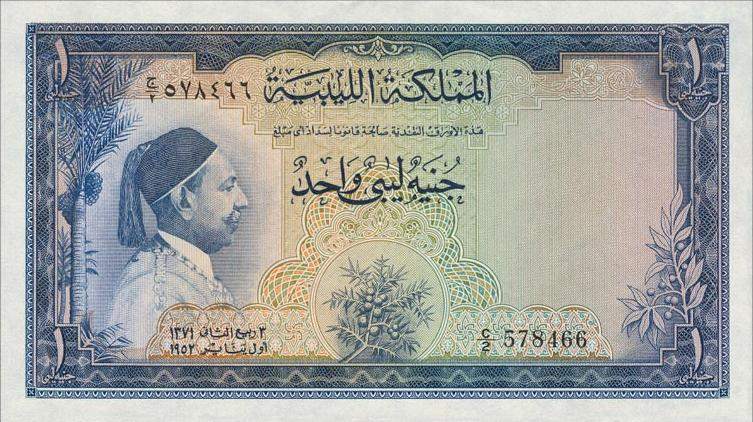
libra de 1951 com rosto de Idris

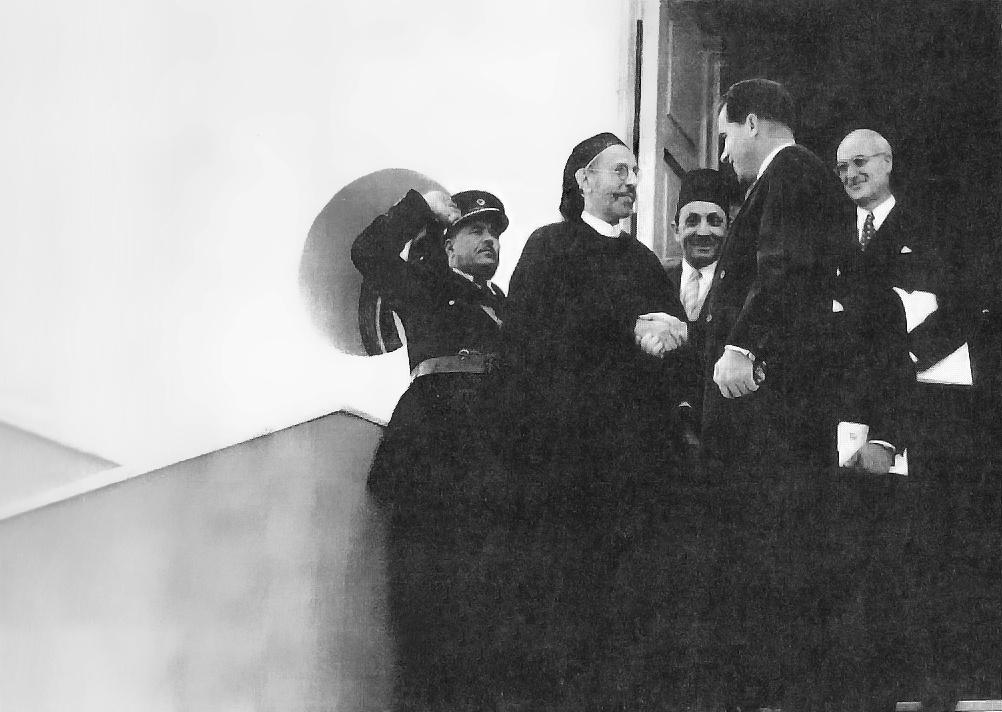
Idris e o vice-presidente Richard Nixon em março de 1957

Sob Idris, a Líbia ficou dentro da esfera de influência ocidental. Tornou-se o recipiente da experiência e ajuda ocidental, e no fim de 1959 recebeu mais de 100 milhões de ajuda dos Estados Unidos, sendo o primeiro maior recipiente per capita da ajuda americana. As companhias dos Estados Unidos também desempenharam um papel decisivo no desenvolvimento da indústria petrolífera. Esse apoio foi fornecido com base no quid pro quo (lit. "tomar uma coisa por outra"), com a Líbia em troca garantindo aos Estados Unidos e Reino Unido o uso das Wheelus e Adém. Essa confiança nas nações ocidentais colocou a Líbia em desacordo com o crescente sentimento nacionalista e socialista árabe. O sentimento nacionalista promovido pela Radio Cairo encontrou audiência receptiva na Tripolitânia. Em julho de 1967, revoltas antiocidentais eclodiram em Trípoli e Bengazi para protestar contra apoio ocidental de Israel contra os Estados árabes na Guerra dos Seis Dias. Muitos trabalhadores petrolíferos na Líbia entraram em greve em solidariedade as forças árabes em luta com Israel.
Na década de 1950, algumas companhias estrangeiras começaram a sondar por petróleo na Líbia, com o governo do país aprovando a Leis dos Minerais de 1953 e então a Lei do Petróleo de 1955 para regular o processo. Em 1959, o petróleo foi descoberto. Em 1955, a lei cria condições que permitiam pequenas empresas petrolíferas a perfurar junto de grandes; cada concessão teve baixa taxa de entrada, com alugueis apenas aumentando significativamente após o 8º ano de perfuração. Isso criou atmosfera competitiva que evitou que qualquer empresa se tornasse crucial à operação petrolífera, embora tinha a desvantagem de incentivá-las a produzir tanto petróleo quanto possível em menos tempo. Seus campos de petróleo rapidamente abasteceram a crescente demanda na Europa,  e ca. 1967 estava suprindo ⅓ do mercado europeu ocidental. Dentro de poucos anos, o país cresceu a ponto de tornar-se o 4º maior produtor de petróleo do mundo. Essa produção produziu enorme implemento à economia; considerando que a renda anual per capita em 1951 era $25–35, em 1969 era de $ 2 000. Em 1961, a indústria petrolífera estava exercendo influência maior sobre a política do que qualquer outra coisa. Em 1962, a Líbia uniu-se à Organização dos Países Exportadores de Petróleo (OPEP). Nos anos seguintes, o país aumentou seu controle sobre a indústria, estabelecendo Ministério de Assuntos do Petróleo em 1963 e a Companhia Petrolífera Nacional Líbia. Em 1968, criou-se a Companhia Petrolífera Líbia (COPETLI) e anunciaram que as novas concessões seriam feitas junto a COPETLI.

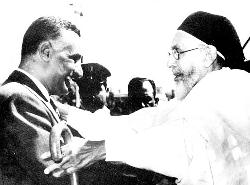
Idris encontra-se com presidente Gamal Abdel Nasser entre 1965-1969

A Líbia experimentou corrupção desenfreada e favoritismo e alguns escândalos de corrupção impactaram os mais altos níveis do governo. Em junho de 1960, Idris emitiu carta pública na qual condenou a corrupção, alegando que suborno e nepotismo "destruiria a existência do Estado e sua boa reputação tanto em casa como no exterior". Em abril de 1963, Idris aboliu o sistema federal. As assembleias legislativas e sistemas judiciais provinciais foram abolidos. Fazê-lo permitiu-o concentrar o planejamento econômico e administrativo num nível nacional centralizado e todos os impostos e receitas do petróleo foram enviados diretamente ao governo central. Como parte da reforma, o "Reino Unido da Líbia" foi renomeado "Reino da Líbia". Essa reforma não foi popular entre muitas das províncias, que viram seu poder reduzido. Segundo o historiador Dirk Vandewalle, essa mudança foi "o único ato político mais crítico durante o mandato da monarquia em ofício". A reforma deu a Idris mais poder político que do jamais teve. Em meados da década de 1960, Idris começou a retirar-se consideravelmente do envolvimento ativo na governança do país.
Em 1955, não conseguindo ter um varão, convenceu sua esposa de 20 anos Fátima a deixá-lo casar-se com outra espoa, Alia Abdal Cader Lamlum, filha de um rico chefe beduíno. O segundo casamento ocorreu em 5 de junho de 1955. Ambas as esposas ficaram grávidas, cada uma dando-lhe um filho.

### Queda e exílio

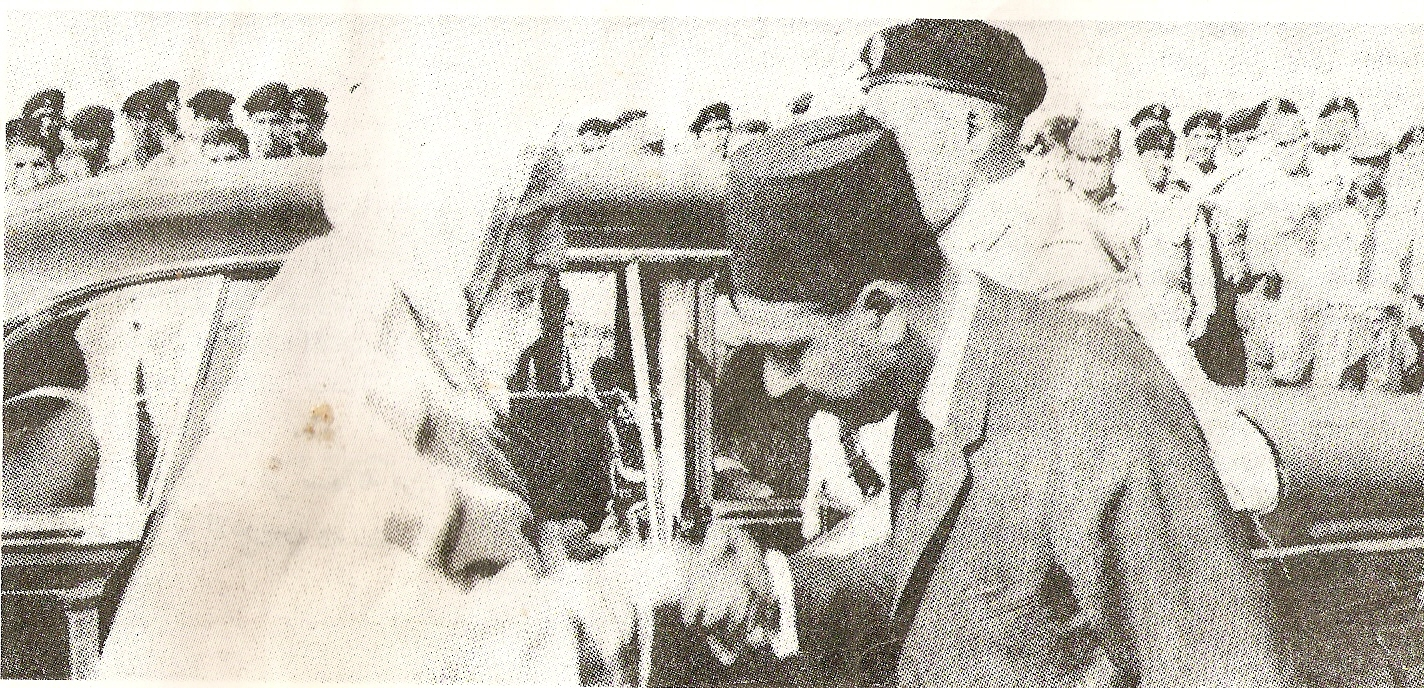
Idris e primeiro-ministro Uanis Gadafi em 1969

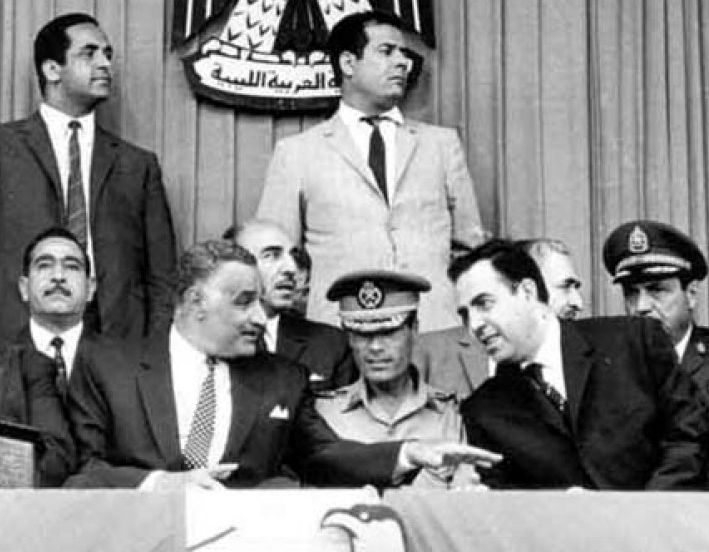
Muamar Gadafi (centro sentado) numa cúpula árabe após o golpe

Idris usou o dinheiro do petróleo para fortalecer alianças familiares e tribais que apoiariam a monarquia em vez de usá-lo para construir o aparato econômico e político do Estado. Para Vandewalle, "mostrou nenhum interesse real em governar as três províncias como comunidade política unificada". O regime de Idris tinha pouco apoio fora da Cirenaica. E ele foi enfraquecido pela corrupção e fisiologismo no país, e o crescente sentimento nacionalista árabe após a Guerra dos Seis Dias. Em 1 de setembro de 1969, enquanto Idris estava na Turquia em tratamento médico, foi deposto num golpe de Estado por um grupo de oficiais do exército sob a liderança de Muamar Gadafi. A monarquia foi abolida e uma república proclamada. Da Turquia, Idris e Fátima viajaram para Camena Vurla, na Grécia, e então foram ao Egito, onde Gamal Abdel Nasser garantiu-lhes asilo.
Após o golpe, Idris foi colocado em julgamento in absentia (em sua ausência) pelo Tribunal do Povo Líbio e sentenciado à morte em novembro de 1971. O regime de Gadafi retratou a administração e Idris como fraca, inepta, corrupta, anacrônica e carecendo de credenciais nacionais, uma apresentação dele que se tornaria amplamente adotada. Em 25 de maio de 1983, aos 93 anos, Idris morreu no Cairo.

## Legado
Para Vandewalle, a monarquia e Idris "colocou a Líbia no caminho da exclusão política de seus cidadãos e de profunda despolitização" que ainda caracterizou o país no início do século XXI. Ele informou o embaixador estadunidense na Líbia e pesquisador acadêmico que não quis verdadeiramente governar sobre uma Líbia unificada.
As políticas de Gadafi com respeito a indústria petrolífera também seriam tecnocráticos e teriam muitas similaridades com aquelas de Idris. Embora o rei morreu em exílio e muitos líbios que hoje habitam o país nasceram após seu reinado, durante a Guerra Civil Líbia, muitos dos opositores de Gadafi carregaram retratos do rei, especialmente na Cirenaica. A bandeira tricolor usara durante a era da monarquia foi frequentemente usada como símbolo da revolução e foi readotada no Conselho Nacional Transicional como bandeira oficial da Líbia.

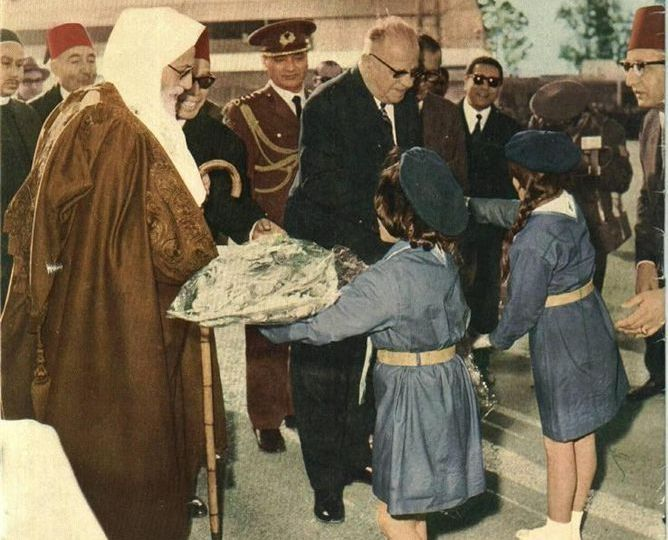
Presidente Cevdet Sunay visita a Líbia e encontra-se com Idris em 1968

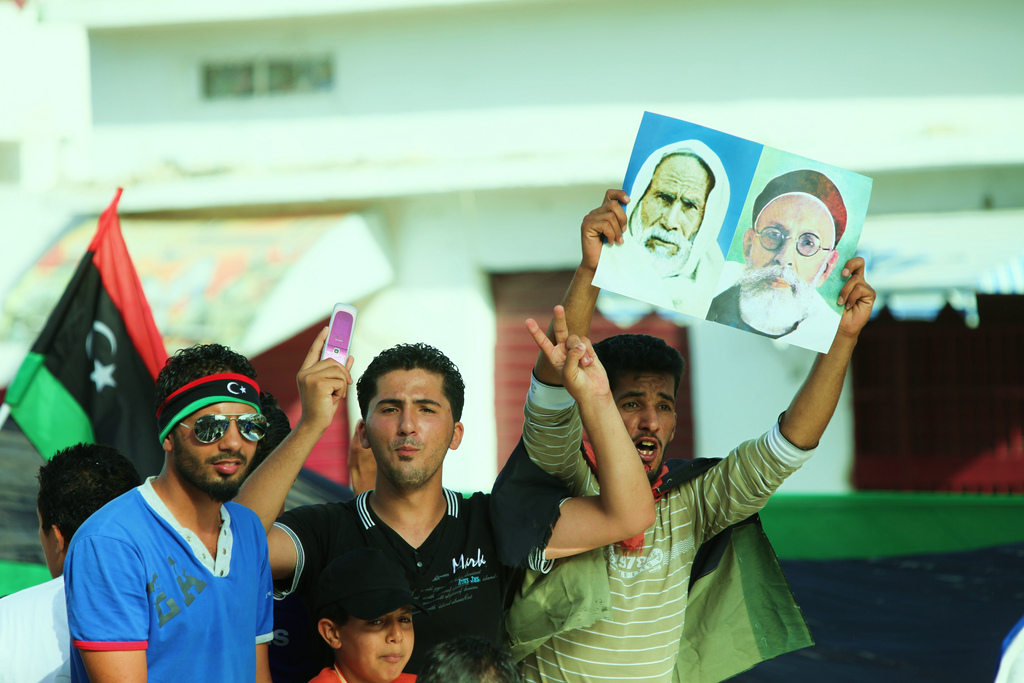
Pessoas em Baida seguram suas fotos, 2011

## Vida pessoal
Vandewalle caracterizou-o como "indivíduo erudito cuja vida inteira seria marcada pela relutância em envolver-se na política". Para ele, Idris foi um "governante bem-intencionada mas relutante", bem como "homem pio, profundamente religioso e modesto". O primeiro-ministro líbio ibne Halim expôs sua visão de que "Eu estava certo [...] que [Idris] sinceramente queria a reforma, mas eu sabia por experiência que ficou hesitante quando sentiu que tal reforma afetaria os interesses de seu séquito. Gradualmente retrocedeu até abandonar os planos de reforma, movido pelos sussurros de seu séquito".

## Honrarias
Idris foi grão-mestre das seguintes ordens líbias:[carece de fontes?]
- Ordem de Idris I
- Alta Ordem de Saíde Maomé ibne Ali Senussi
- Ordem da Independência
- Estrela Senussi de Serviço Nacional
- Medalha Senussi do Exército de Libertação

Ele também foi recipiente das seguintes honrarias estrangeiras:
- Colar da Ordem de Huceine ibne Ali (Jordânia)[75]
- Grão-cruz da Ordem do Império Britânico (1946) (Reino Unido)[3]